# 본원초등학교
본원초등학교(本源初等學校)는 대한민국 경기도 안산시에 있는 공립 초등학교이다.

## 연혁
- 1995년 6월 1일 : 개교(본오초등학교 29학급 분리)
- 1997년 3월 1일 : 이호초등학교 분리(16학급)
- 2003년 2월 28일 : 각골초등학교 분리(96명)
- 2021년 1월 8일 : 제25회 졸업식(167명, 누계 8,976명)
- 2021년 3월 1일 : 39학급(특수학급 2학급) 1,069명